# Notodoma strigosulum
Notodoma strigosulum är en skalbaggsart som beskrevs av Cooman 1938. Notodoma strigosulum ingår i släktet Notodoma och familjen stumpbaggar. Inga underarter finns listade i Catalogue of Life.